# Dean DeBlois
Dean DeBlois (Brockville, 7 giugno 1970) è un regista, sceneggiatore e produttore cinematografico canadese, attivo nel campo dell'animazione.
Ha ottenuto una nomination ai Premi Oscar 2011 nella categoria miglior film d'animazione, insieme a Chris Sanders, per Dragon Trainer. Ha inoltre diretto i seguiti Dragon Trainer 2 (2014) , Dragon Trainer - Il mondo nascosto (2019) e il remake del primo film nel 2025. Nel 2011 ha vinto gli Annie Awards per la regia e la sceneggiatura. Tra gli altri suoi lavori vi è Lilo & Stitch (2002), candidato all'Oscar al miglior film d'animazione nel 2003.

## Biografia
DeBlois è nato a Brockville, Canada. Ha iniziato la sua carriera come assistente animatore per la Hinton Animation Studios/Lacewood Productions a Ottawa, Ontario, allo stesso tempo frequentando tre anni il programma di animazione classica del Sheridan College a Oakville, Ontario. Dal 1988 al 1990, DeBlois ha contribuito a produzioni come The Raccoons, Teddy Bears' Picnic, e La favola del principe schiaccianoci. Nel 1994 si trasferisce a Los Angeles per iniziare a lavorare per la Walt Disney Animation Studios dove contribuisce nella sceneggiatura di Mulan (1998).
Nel 2006 dirige il lungometraggio musicale Heima per la band islandese Sigur Rós. Nel 2002 scrive e dirige, insieme al collega Chris Sanders, il 42º classico Disney Lilo & Stitch. Nel 2010, lui e Chris Sanders vengono assunti dalla DreamWorks Animation per scrivere e dirigere il primo capitolo del franchise di Dragon Trainer. Rimane loro dipendente per i due seguiti, Dragon Trainer 2 e Dragon Trainer - Il mondo nascosto, di cui cura sia la regia che la sceneggiatura (senza il collega Chris Sanders, accreditato come produttore esecutivo). Attualmente lavora ancora per la DreamWorks. Nel 2025 viene distribuito il remake live action di Dragon Trainer diretto sempre da DeBlois.

## Filmografia

### Regista
- Lilo & Stitch (2002)
- Heima – documentario (2006)
- Dragon Trainer (How to Train Your Dragon) (2010)
- Dragon Trainer 2 (How to Train Your Dragon 2) (2014)
- Dragon Trainer - Il mondo nascosto (How to Train Your Dragon: The Hidden World) (2019)
- Dragon Trainer (How to Train Your Dragon) (2025)

### Sceneggiatore
- Mulan, regia di Tony Bancroft, Barry Cook (1998)
- Lilo & Stitch, regia di Chris Sanders e Dean DeBlois (2002)
- Dragon Trainer (How to Train Your Dragon), regia di Chris Sanders e Dean DeBlois (2010)
- Dragon Trainer 2 (How to Train Your Dragon 2), regia di Dean DeBlois (2014)
- Dragon Trainer - Il mondo nascosto (How to Train Your Dragon: The Hidden World), regia di Dean DeBlois (2019)
- Dragon Trainer (How to Train Your Dragon) (2025)

### Produttore esecutivo
- Dragon Trainer 2 (How to Train Your Dragon 2), regia di Dean DeBlois (2014)
- Dragon Trainer - Il mondo nascosto (How to Train Your Dragon: The Hidden World), regia di Dean DeBlois (2019)
- Il robot selvaggio (The Wild Robot), regia di Chris Sanders (2024)
- Dragon Trainer (How to Train Your Dragon) (2025)